# پنتیوخوف
پنتیوخوف (به لاتین: Pentyukhov) یک منطقهٔ مسکونی در روسیه است که در آدیغیه واقع شده‌است.